# محمدان (كليبر)
محمدان هي قرية في مقاطعة كليبر، إيران. عدد سكان هذه القرية هو 241 في سنة 2006.